# دللک‌لی، تووز
دللک‌لی (به لاتین: Dəlləkli) یک منطقه مسکونی در جمهوری آذربایجان است که در شهرستان تووز واقع شده است. دللک‌لی ۴۵۰ نفر جمعیت دارد.